# Filmkonsulent
Filmkonsulent kallas en tjänsteman som arbetar med att främja produktion, distribution eller visning av film, alternativt arbeta med filmen som resurs inom exempelvis filmpedagogik.   
De flesta filmkonsulenter i Sverige återfinns inom regionerna där samtliga regioner har filmkonsulenter anställda inom så kallade regionala filmresurscentrum. Dessa kan vara en del av den offentliga organisationen eller fristående med uppdrag av regionen. Dessa är organiserade i föreningen Filmregionerna som har 20 medlemmar i form av filmresurscentrum med totalt cirka 80 filmkonsulenter som samverkar med varandra genom föreningen.  
De regionala filmverksamheterna finansieras utöver regionala medel också med statliga medel som fördelas genom kultursamverkansmodellen. Undantaget är Stockholm där de regionala filmverksamheterna finansieras delvis genom Filminstitutet.  
Vid sidan av de regionala filmresurscentrumen finns också fyra regionala filmproduktionscentrum som har anställda filmkonsulenter som huvudsakligen arbetar med att främja produktion av film genom fördelning av stöd eller samproduktioner. Dessa är Film i Väst, Filmpool Nord,  Film i Skåne och Film Stockholm AB.  
Även vid Svenska filminstitutet finns filmkonsulenter anställda på tidsbegränsade uppdrag med uppgift att fördela stöd till filmproduktion.  